# Paul S. Anderson
Paul S. Anderson (* 1938 in Concord, Vermont) ist ein US-amerikanischer Chemiker (Pharmazeutische Chemie). 
Anderson war der Sohn eines Lehrers und wuchs in Swanton auf, wo sein Vater die Schulaufsicht hatte. Er studierte an der University of Vermont mit dem Bachelor-Abschluss in Chemie 1959 und wurde 1963 an der University of New Hampshire bei Robert E. Lyle promoviert. Als Post-Doktorand war er bei Jerrold Meinwald an der Cornell University und ging dann in die Forschungslaboratorien von Merck, wo er 1969 Research Fellow in der Abteilung medizinische Chemie wurde und von 1980 bis 1988 dessen Executive Director war und bis zum Vizepräsidenten für Chemie in deren West-Point Laboratorien aufstieg (1988 bis 1994). 1994 war er Vizepräsident für Physik und Chemie des Joint-Venture von Merck mit DuPont (DuPont Merck Pharmaceutical Corp.) und nachdem DuPont 1998 das Joint-Venture ganz übernahm (als DuPont Pharmaceuticals) blieb er dort Senior Vice President und ebenso bei der Übernahme durch Bristol-Myers Squibb 2001, als Vizepräsident für Medikamentenentdeckung.
2003 erhielt er den NAS Award for Chemistry in Service to Society  für die Leitung der Entwicklung zweier AIDS-Medikamente bei Merck (der HIV-Protease-Inhibitor Indinavir und der HIV-Reverse-Transkriptase-Inhibitor Efavirenz) und grundlegende Forschungen zum Glutamat-Rezeptor. 2002 erhielt er die Perkin Medal und 1995 den E. B. Herschberg Award der ACS. Er ist Ehrendoktor der University of Vermont, der University of New Hampshire und der Universität Montpellier. 1997 war er Präsident der American Chemical Society und 2006 erhielt er die Priestley-Medaille.